# Liberei
Liberei (нем. Liberei или нем. Liberey; также нем. Andreana) — библиотека в городе Брауншвейг (Нижняя Саксония); старейшее отдельное библиотечное здание к северу от Альпийских гор; было построено в период между 1412 и 1422 годами на улице Крёппельштрассе в районе Нойштадт, к юго-востоку от церкви Святого Андрея.

## История
В Средние века библиотека была известна за пределами города — более трёх столетий она была одним из ключевых собраний книг и рукописей в северной Германии. Кирпичное здание, напоминающее часовню, имеет размеры 5,50 × 5,14 м; оно значительно пострадало во время Второй мировой войны, но было восстановлено 1963 году. Является единственным примером средневековой кирпичной готики в городе и входит в список памятников архитектуры.
В период возведения здания, в городе практически не использовался кирпич: в Брауншвейге строили, в основном, фахверковые дома. В результате серии споров между светскими собственниками и церковными властями города, продолжавшимися несколько десятилетий, библиотека пришла в упадок. Заметно обветшавшее здание перешли в собственность к городскому совету около 1700 года. Библиотека была окончательно закрыта в 1753 году.